# Avolasca
Avolasca és un municipi situat al territori de la província d'Alessandria, a la regió del Piemont, (Itàlia).
Pertanyen al municipi les frazioni de Baiarda, Casa Borella, Costa Giuliana, Grua, Isolabella, Mereta, Montebello, Oliva Tassare i Pissine.
Avolasca limita amb els municipis de Casasco, Castellania, Costa Vescovato, Garbagna, Montegioco i Montemarzino.